# Cornel Marin
Cornel Marin, född den 19 januari 1953 i Bukarest, Rumänien, är en rumänsk fäktare som tog OS-brons i herrarnas lagtävling i sabel i samband med de olympiska fäktningstävlingarna 1984 i Los Angeles.